# Ante Vetma
Ante Vetma (Klis, 23. listopada 1953. − Solin, 15. kolovoza 2017.), hrvatski športski djelatnik. Bio u nogometu, malom nogometu, rukometu kao igrač, organizator, sudac.

## Životopis
Rodio se je 1953. godine na Klisu. Od 1968. godine bavi se športom. Trenirao je nogomet u Nogometnom klubu Uskoku iz Klisa. Igrao za nekoliko malonogometnih momčadi. Među organizatorima malonogometne lige u Solinu.
Osim kao igrač, bio je i športski sudac. Nakon gornjih športova posvetio se suđenju i brzo je postao savezni nogometni sudac. Sudio je u republičkim i međurepubličkim natjecanjima u SFRJ. U samostanoj Hrvatskoj sudio u Drugoj Hrvatskoj nogometnoj ligi. Po završetku sudačke karijere ostao uz utakmice kao delegat. U tom svojstvu nazočio na utakmicama od mlađih uzrasta sve do Druge hrvatske nogometne lige. Visoki lokalni dužnosnik nogometne sudačke organizacije. Višegodišnji član Komisije sudaca Nogometnog saveza Splitsko-dalmatinske županije. Obnašao je dužnost povjerenika za suđenje.
Bio je i u rukometu. Djelovao u Solinu, gdje je bio višegodišnjim članom uprave Rukometnog kluba Solina. Bilo je to kad je Solin prvi put ušao i sudjelovao u Prvoj hrvatskoj rukometnoj ligi. Visoi dužnosnik u solinskom klupskom športu. U NK Solinu bio duži niz godina član Skupštine Nogometnog kluba Solin te više klupskih tijela.
Umro je 2017., a sahranjen je na mjesnom groblju Svete Kate na Klisu.

## Nagrade
- Priznanje Solinske zajednice športova 2008. godine, za dugogodišnji rad u športu.[1]